# 龍門閉鎖陣地
龍門閉鎖陣地，昔稱裡正角地下指揮所、湖西龍門南崁閉鎖陣地。台灣澎湖縣湖西鄉龍門村之旅遊景點，肇建歷史可追溯至台灣日治時期，原隸屬中華民國陸軍澎湖防衛司令部軍用陣地。軍方解編後經澎湖縣政府重新整建，今委由龍門村社區發展協會營運，在2020年10月開放啟用。

## 簡介
龍門閉鎖陣地臨龍門漁港、位於裡正角西南側處，興建於台灣日治時期，1945年二戰結束，日本軍隊撤離台灣，中華民國國軍將其接管，並納為軍區，隸屬澎防部168師工兵營（已解編）。1961年4月24日，中華民國時任總統蔣中正親臨裡正角視察，指示加強陣地建築，後於5月14日開工、同年12月28日竣工。1980年增建機槍堡、57戰防砲堡、地下指揮所和雷達站等設施。
澎防部自龍門撤離軍隊後，行政院農委會林務局派員來此執行造林業務，並於2009年間發現此一坑道，後澎湖縣政府提出將地下坑道納為軍事文化據點的開發計畫，並開始與林務局、澎防部協調，2015年間澎防部將龍門閉鎖陣地移交予澎湖縣政府，澎湖縣政府便於2016年起逐年爭取經費，進行環境改善和規劃工程，順利於2020年10月竣工、開放參觀。
龍門閉鎖陣地之地下坑道全長705公尺、寬度約60至80公分、高度約2公尺，設有總機室1處、機槍堡10處、五七戰防砲堡2處、彈藥庫房1處、廚房1處、兵棋室1處、蓄水池1處及警戒兵14處，總計可容納150名兵員。

## 參訪

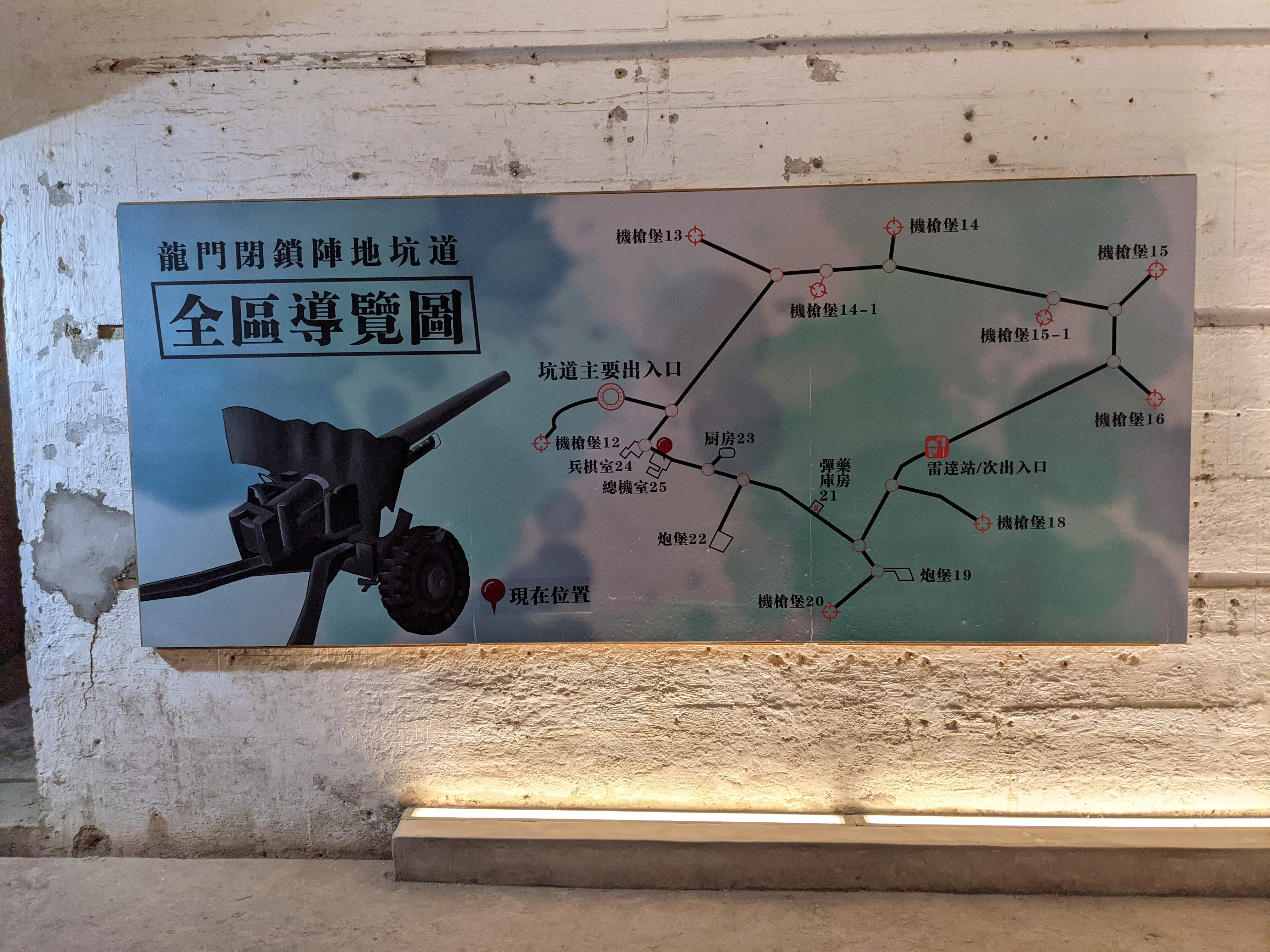
坑道全區導覽路線圖

龍門閉鎖陣地採「導覽預約制」，訪客需從網站點選預約連結的頁面，亦有提供電話和Line的聯繫方式，一人單日僅限報名一次，一次僅限預約四人，重複報名者將不予受理。完成預約後，需於預約導覽場次開始前十分鐘完成報到手續，若有剩餘才開放現場報名。龍門閉鎖陣地之坑道單趟走訪約需40分鐘，導覽場次一日為六個時段（第一場：上午十點，最後一場：下午四點），單趟人數上限為15人。
| 票種   | 票價  | 適用人員 | 備註         |
| ------ | ----- | --- | ------------ |
| 全票   | 100元 | 一般遊客 |              |
| 團體票 | 90元  | 10人（含）以上團體 |              |
| 半票   | 50元  | 1. 設籍澎湖縣者 2. 65歲（含）以上者 3. 2歲至12歲者 4. 身心障礙暨愛心陪同者一人 5. 現役軍職人員 6. 持有志願服務榮譽卡之志工 7. 中華民國榮譽國民 8. 澎湖縣榮譽縣民                       | 皆須檢示證件 |
| 免門票 | 免費  | 1. 未滿2歲之幼童 2. 低收入戶 3. 澎湖縣榮譽志工 4. 執行公務者 5. 導遊、領隊（需提供執業證） 6. 遊覽車司機（需公司名片） 7. 帶客參觀之計程車業者（需執業登記證） 8. 設籍湖西鄉龍門村村民 |              |

## 交通
- 自行開車：沿縣道202號（東衛－裡正角），往裡正角方向行駛，即可依照路牌指示抵達。
- 公車：搭乘澎湖縣公車，綠31號（龍門線）、綠32號（尖山線），擇「龍門碼頭」站下車，再步行即可抵達。[6]
- 船運：龍門漁港為不定期通往嘉義縣布袋港的發船港口，閉鎖陣地鄰近龍門漁港，依照指示牌導引步行即可抵達。[4]

## 圖輯

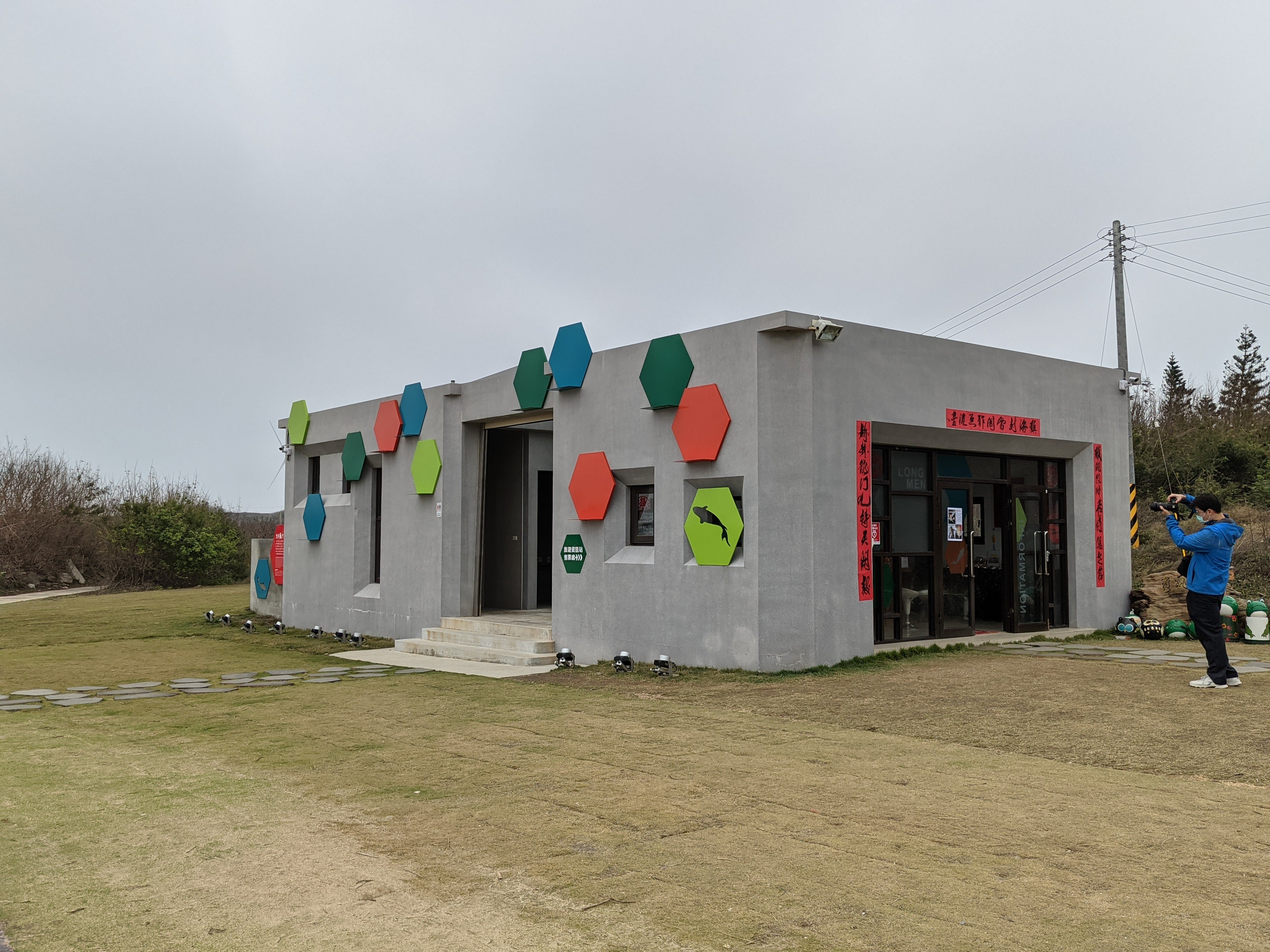
遊客諮詢中心
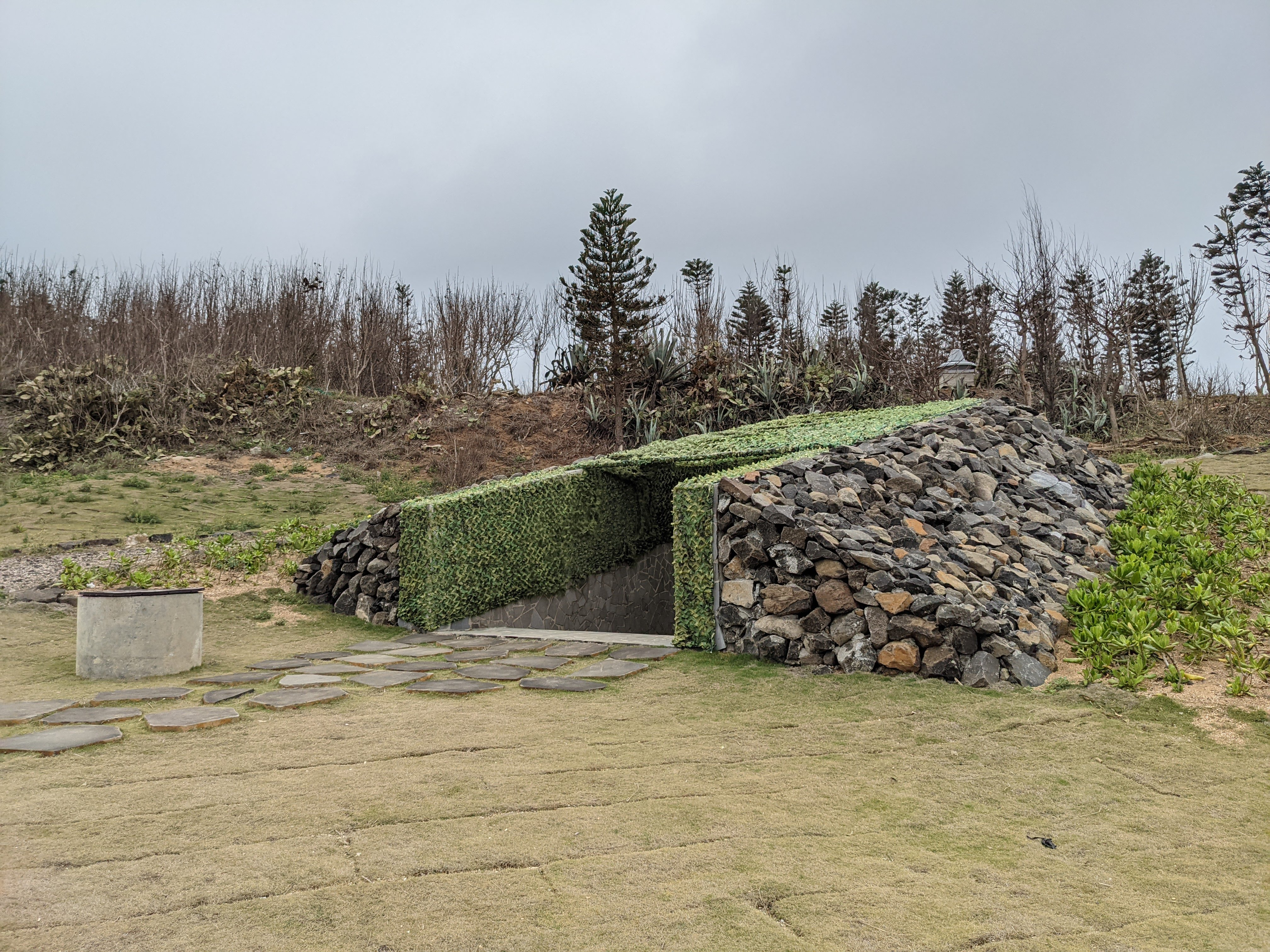
新鑿之陣地入口
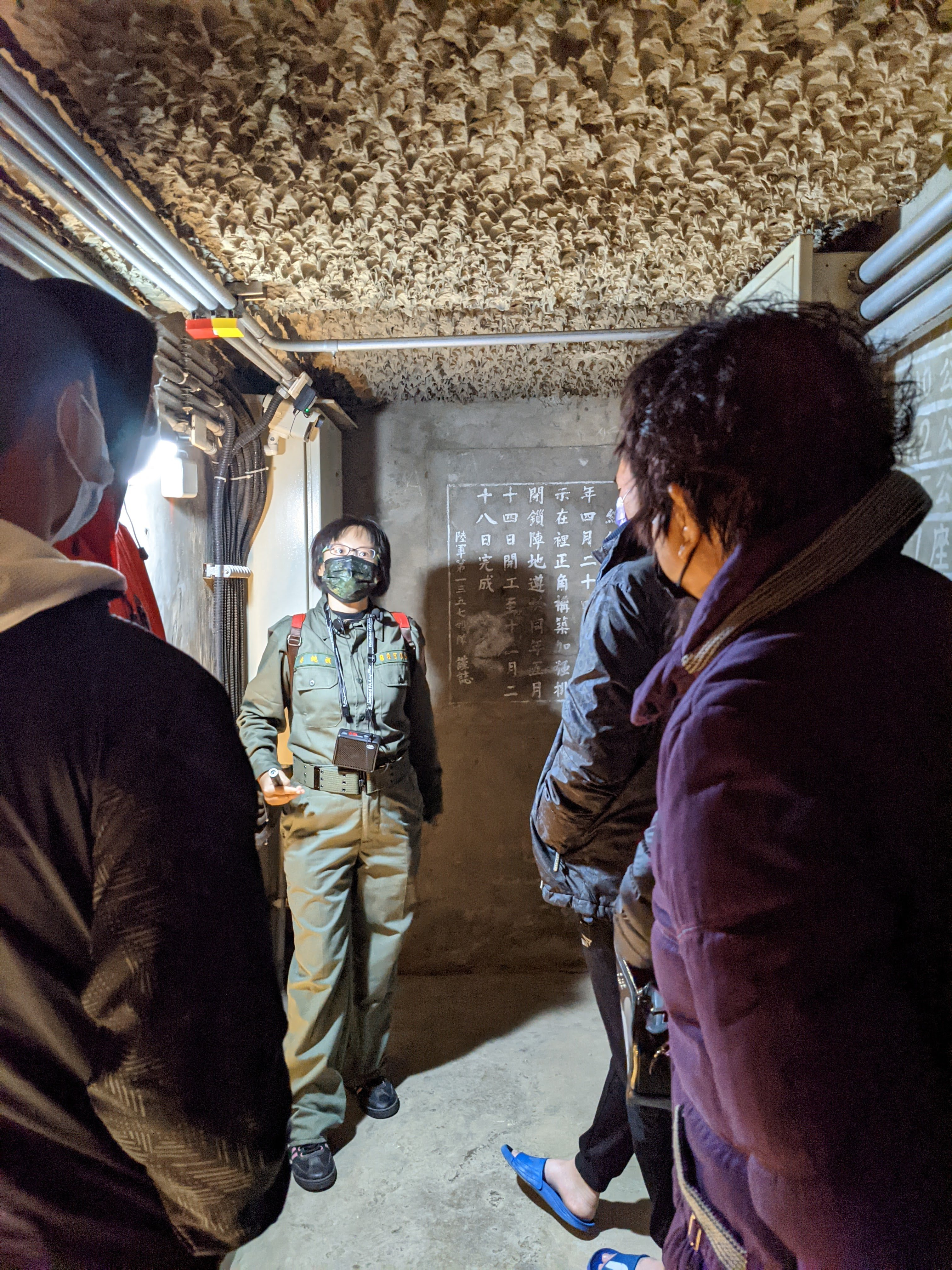
導覽人員與陣地誌
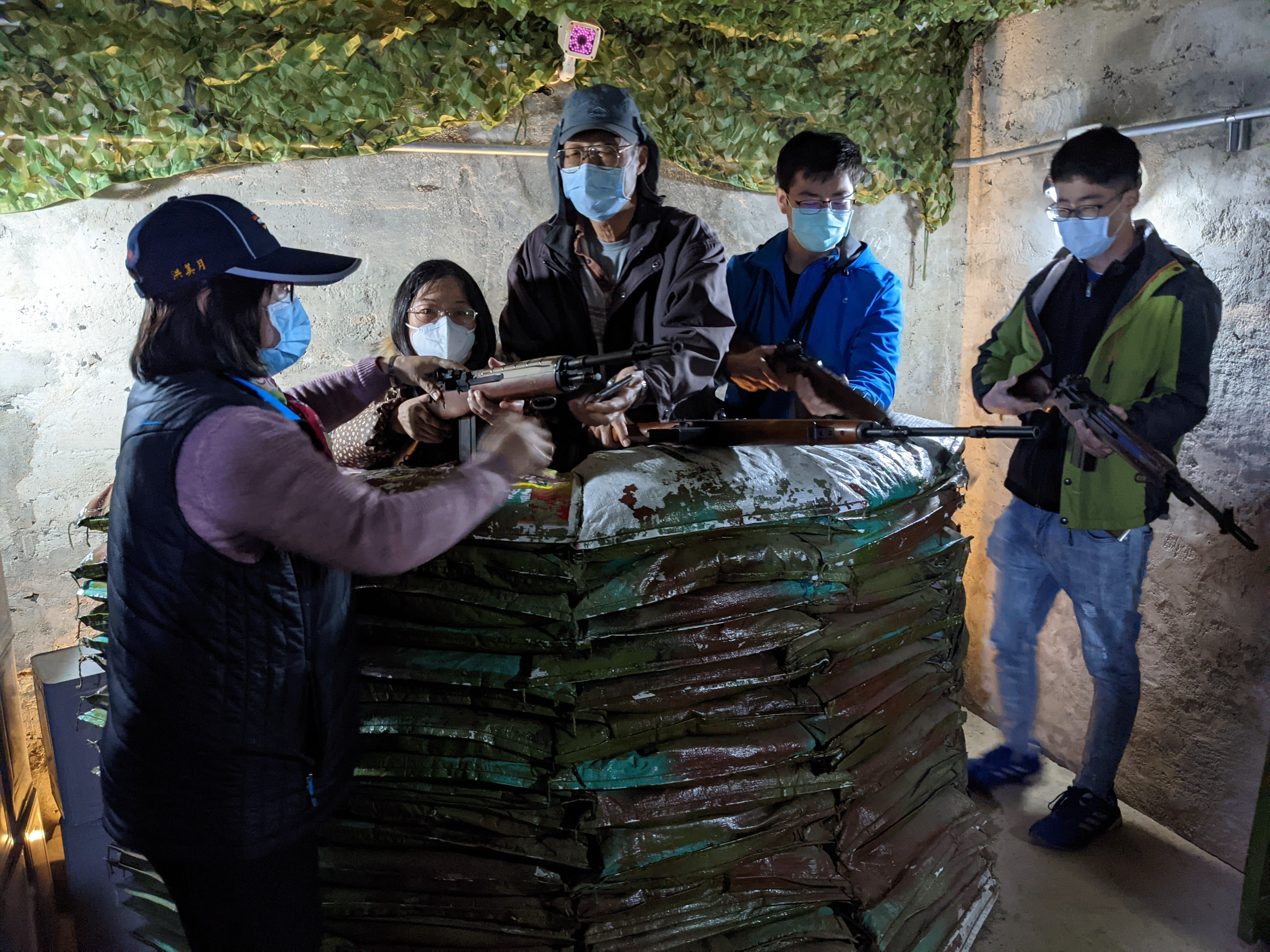
內部一隅
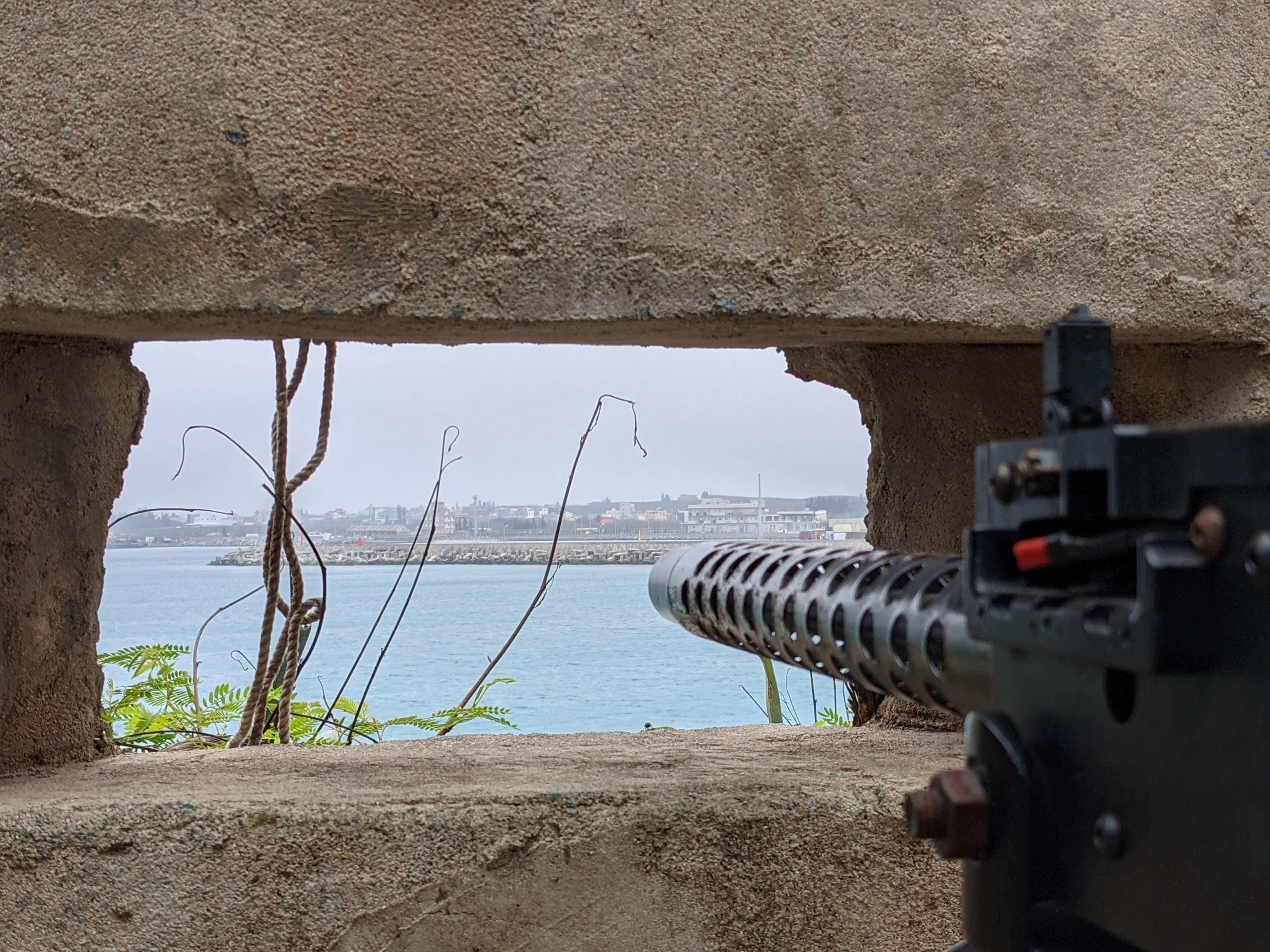
陣地海景（面朝龍門港）
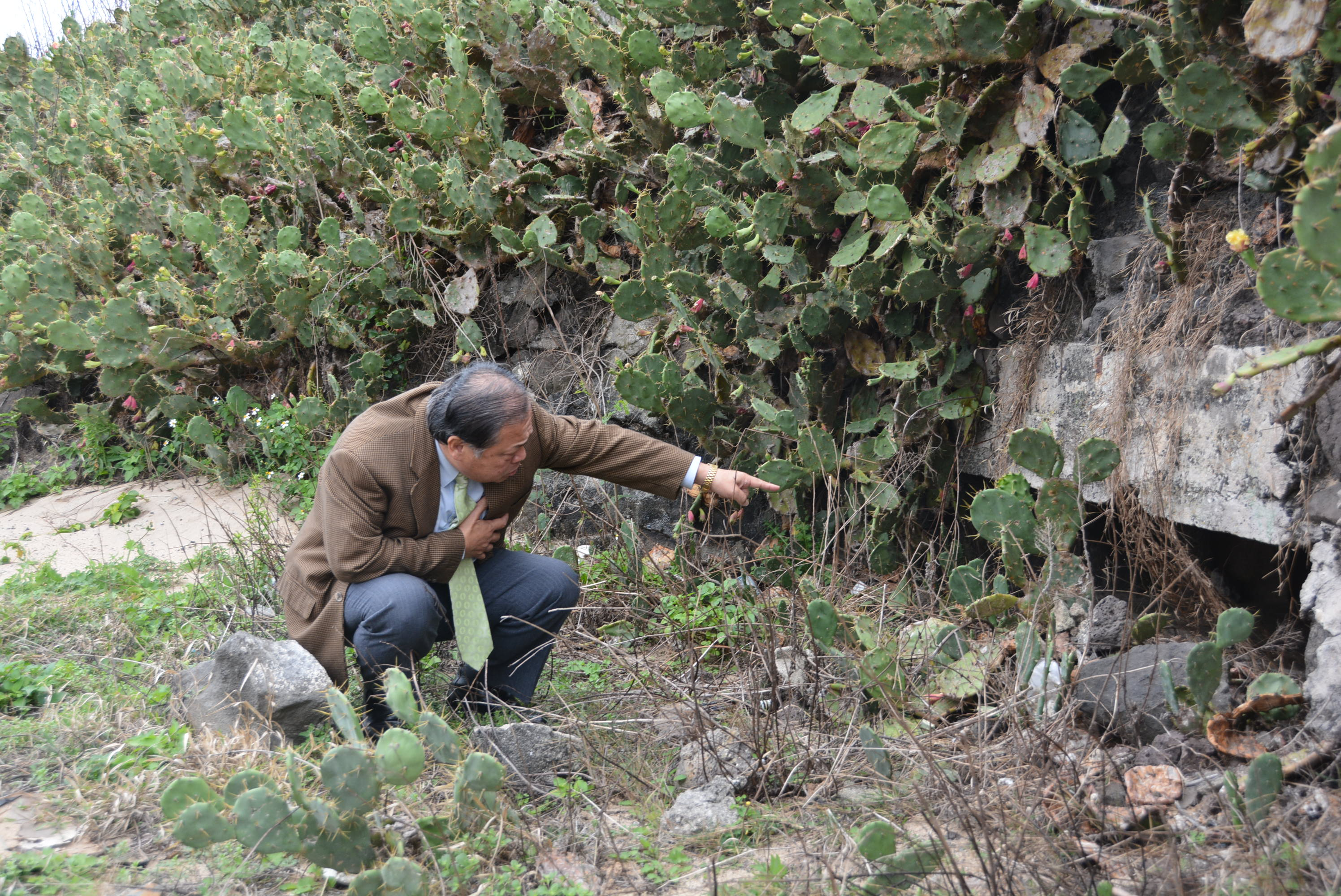
整建前陣地外觀（2015年）

## 相關條目

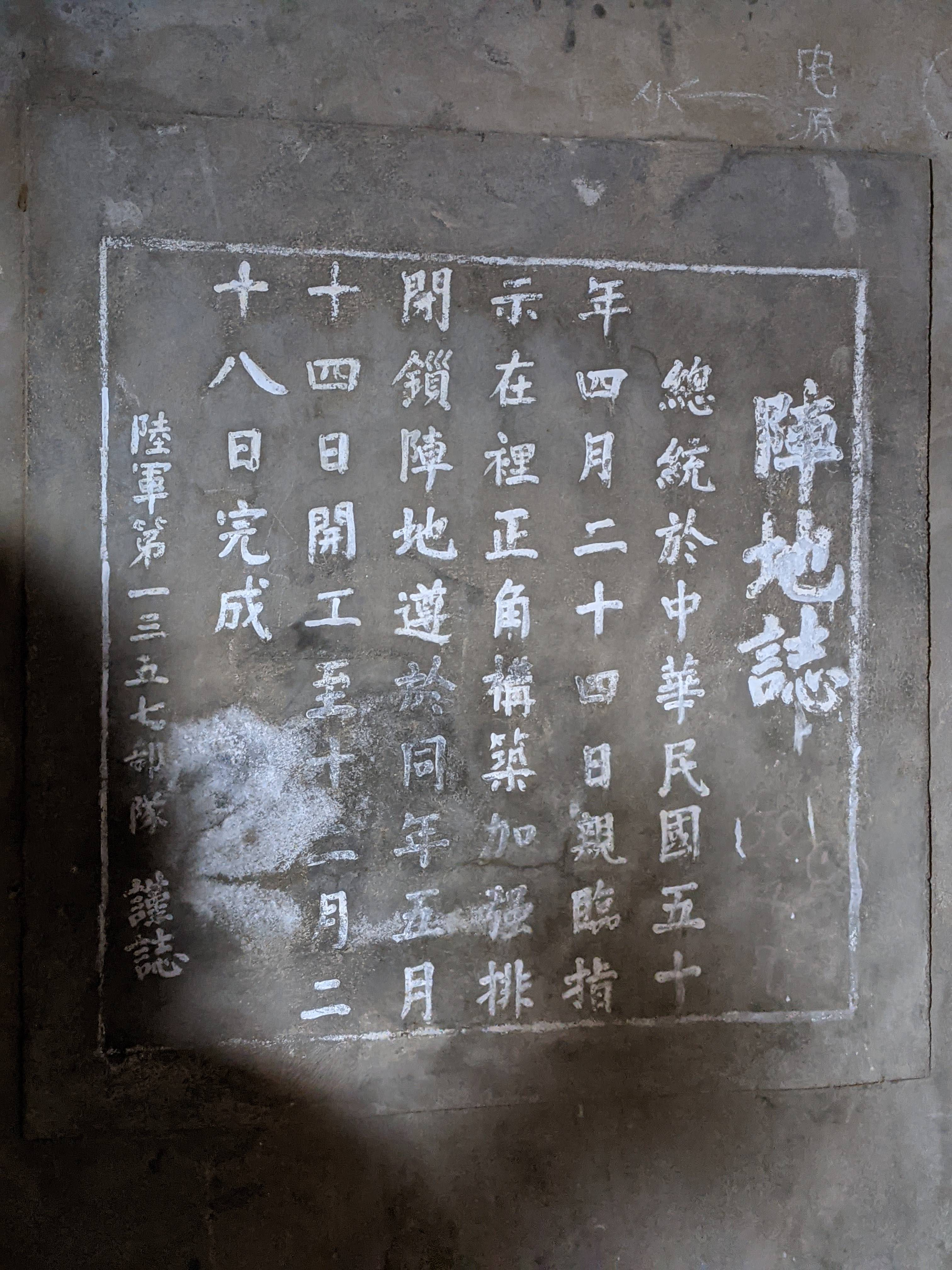
〈陣地誌〉

## 外部連結
- 龍門閉鎖陣地 （页面存档备份，存于）
- 龍門閉鎖陣地的Facebook專頁